# بالميرا (نيويورك)
بالميرا (بالإنجليزية: Palmyra (town), New York)‏ هي بلدة أمريكية تقع في الولايات المتحدة في نيويورك (ولاية). يقدر عدد سكانها بـ 7,762 نسمة ومساحتها 87.3 كم2 وترتفع عن سطح البحر 146 متر.

## أعلام
- ديفيد وايت
- ستيفن إس. هاردينغ
- ستيفن إس. نورتن
- ترومان ألدريتش